# 舞台 (七級煉獄專輯)
《舞台》（The Stage）是美國重金屬樂團七級煉獄（Avenged Sevenfold）在2016年10月28日發行的錄音室專輯，也是他們的第一張概念專輯、第七張音樂專輯。該專輯由國會唱片公司發行，並於發行前在樂團的Facebook頁面上舉辦了一場直播演出。這是樂團與新鼓手Brooks Wackerman入團後一同創作的第一張專輯。Brooks Wackerman於2014年末加入樂團，但直到前鼓手Arin Ilejay在2015年離團時，才传出Wackerman入團的消息。
該專輯是七級煉獄乐队第一張由國會唱片公司發行的專輯，也是樂團目前最長的錄音室專輯，共计75分35秒，比他們2005年的作品《City of Evil》多出了大約一分鐘。專輯中也收錄了樂團創作過最長的歌曲《Exist》，時間是15分鐘41秒。

## 背景
2016年3月，七級煉獄舉辦了「三月狂熱」活動，讓樂迷經過每個禮拜一次的票選，選出最受樂迷喜愛的七級煉獄歌曲。3月31日，樂團在他們的YouTube頻道發佈了一部影片，並且宣布《A Little Piece of Heaven》是贏家，隨後播放了一小段新專輯當中的一首歌《Exist》。
同年10月，樂團的標誌性Logo：死亡蝙蝠，被投射在全球各地重要的大樓上，這預告了新專輯即將釋出。之後接著發佈了新專輯首張單曲《舞台》的音樂錄影帶。

## 風格類型
在一個專輯發行前的訪談中，樂團的節奏吉他手Zacky Vengeance形容這張專輯的曲風「幾乎是徹底的憤怒」。
專輯中的《Sunny Disposition》一曲的特色是穿插了片段的銅管樂器伴奏；而《God Damn》一曲則是專輯中曲風最重的曲目之一，並有著極具壓迫性及富有鞭金味道的樂句，這首歌還附有一段旋律性十足的木吉他配樂橋段，以主唱M. Shadows極有穿透力的吟唱搭配穿插；《Roman Sky》是一首精心設計的安排，以形成對比的方式收錄在專輯中，這種手法類似之前的《City of Evil》專輯；《Higher》是專輯中最具旋律性及前衛金屬風格的曲目之一，它在尾奏的地方加入了女聲和音，且在合成器、鋼琴及貝斯巧妙的搭配下，創造了非常獨特且和諧的氛圍；《Exist》是樂團創作過最長的歌曲，在接近尾奏的部分加入了由天文學家Neil deGrass Tyson錄製的演說。
其它歌曲也都融合了鞭擊金屬、前衛金屬的許多元素，包含快速的鼓擊、Blast Beat及快節奏的橋段結構。在風格上也大致承襲了樂團早期的金屬蕊曲風。《Fermi Paradox》一曲在爵士鼓及電吉他的部分更加入了黑金屬的元素，巧妙的是，這首歌的人聲是以清腔的方式來演唱。

## 創作題材
《舞台》是七級煉獄的第一張概念專輯（2010年的《Nightmare》原先計畫為概念專輯，但隨著前鼓手The Rev的驟逝而取消計畫）。
這張的專輯的概念建立在人工智慧及人類社會的自毀之上，採用了非常大量以科學為主題的概念來進行創作，包括了核子戰爭（《Sunny Disposition》）、失敗的NASA測試（《Higher》）、中世紀宇宙學家Giordano  Bruno的死刑（《Roman Sky》）、太空探索（《Fermi Paradox》）、模擬假設（《Simulation》）及宗教（《God Damn》、《Angels》），而這些所有的主題故事都發生在同一個舞台：地球。總體來說，它針對的是人類在未來憑恃著仰賴科技的進步，所可能演變出的異化、隔閡及不可確定性。專輯中大部分歌詞的題材受到Carl Sagon及Elon Musk著作的啟發。
在一場與「滾石合唱團」一起的訪談中，主唱M. Shadows舉例道：「《Paradigm》這首歌講的是奈米機器人－它們如何能夠被應用在解決疾病的問題，以及幫助你活得更久。但到了那時，你還會保有多少的人性？如果你有百分之七十的部分是機器，百分之三十是人類，你會失去人性嗎？或者是像《Creating God》這首歌，講的是電腦變得愈來愈聰明，而不知不覺間它們成了你的神了，它們比你更具智慧，你對它們而言就像猿人、螻蟻一樣。」
同名單曲《舞台》講述的是人性及人類在歷史上如何以暴力來對待彼此。
結尾的曲目《Exist》，樂團以演奏的方式演繹了宇宙大霹靂，前半部分（0:00-6:55）呈現了宇宙的形成，後半部分（6:56-15:41）則是呈現地球的形成。

## 發行
2016年10月28日，樂團在國會音樂大樓頂樓的直播演出後，專輯在iTunes和Spotify上已經可以購買。
樂團決定在專輯發行前不作任何的預告，因為主唱M. Shadows在訪談中表示「那會完全抹煞專輯的神秘感。《舞台》會是第一張沒有任何宣傳就上市的重金屬專輯，也會是第一張幾乎沒有在實體通路宣傳的專輯。」
在Chris Jericho的播客節目「Talk is Jericho」中也宣布，另有7首新歌將會在未來透過網路媒體加入改版後的新專輯。在之後接受「Kerrang!」的訪問中，樂團表示這些歌中有6首歌是翻唱，1首歌是他們自己創作的新歌。
第一首釋出的曲目，是翻唱自墨西哥傳統民謠歌曲《Malagueña Salerosa》，並且於2017年6月8日在「Sirius XM Octane」上初次播送。第二首曲目是翻唱自「Mr. Bungle」的《Retrovertigo》，在6月30日釋出。第三首則是樂團的原創歌曲，《Dose》，在7月12日釋出，並且作為電玩「Dungeon Hunter 5」彩蛋的一部分。8月4日，發佈了翻唱自Del Shonnon的《Runaway》，這首歌由節奏吉他手Zacky Vengeance演唱，「The Vandals」的Warren Fitzgerald協助錄製了吉他。8月25日發佈翻唱自「海灘男孩」的《God Only Knows》。9月8日，釋出了一首翻唱自「滾石合唱團」的經典歌曲《As Tears Go By》。
隨著翻唱自「Pink Floyd」的《Wish You Were Here》在2017年10月6日發佈，樂團宣佈將會在12月15日發行一張豪華版的《舞台》專輯，此版本會收錄所有此前釋出的翻唱歌曲，加上4首現場演出版本的歌曲。之後該版本的發行被延後至12月22日。

## 評價與反映
| 綜合得分          | 綜合得分 |
| 來源              | 評分     |
| ----------------- | -------- |
|                   | 74/100   |
| 評論得分          |          |
| 來源              | 評分     |
| AllMusic          | [ 12 ]   |
| Alternative Press | [ 13 ]   |
| Classic Rock      | 4/5颗星  |
| Exclaim!          | 5/10颗星 |
| Kerrang!          | 4/5颗星  |
| Metal Injection   | [ 14 ]   |
| 新音樂快遞        | [ 15 ]   |
| PopMatters        | 5/10颗星 |
| Q                 | 3/5颗星  |
| 衛報              | 4/5颗星  |

《舞台》這張專輯普遍受到好評。「Metacritic」網站將來自主流樂評人的評價標準化為0到100的分數，在此網站中，《舞台》的平均分數為74分，這表示了收到了評價大部分是好評，樂評人對新採用的前衛風格給予正向回應。這張專輯被形容為「鐵娘子樂團」和「夢劇場樂團」的混合體。「Ultimate Guitar」評論：「在進化過後的實驗性曲風、更快速的金屬樂句、更深層涵義的歌詞題材融合之下，七級煉獄製作了一張精美的專輯。」
「Metal Injection」甚至形容這張專輯是「傑作」，「在其高明的構圖和對樂聲鏗鏘有力的錄製之下，七級煉獄製作了一張宛如群星中最亮的星點的專輯。這張專輯不僅僅是他們邁出舊作品的一大步，更是在金屬、搖滾的殿堂中會被永遠記住的成員。」
「Alternative Press」的Jason Pettigrew說：「隨著曾經門庭若市的老牌硬搖滾圈子也開始慢慢凋零了，很高興知道還有人繼續在這個領域保持高水準。」
「新音樂快遞」的Anita Bhagwandas說：「很明顯，七級煉獄已經開啟了朝他們景仰的前輩前進的新篇章，而不是繼續躊躇在其影響力之下。而且，他們也已經真的做到了。」
這張專輯也因其精湛而純熟的後製混音技術大獲好評。「Angry Metal-Fi」說這張專輯是「2016最佳的金屬樂錄音」，標誌著樂團如何以他們的方式去擺脫音量競賽。
在一個綜合的評論中，「PopMatters」的Chris Conaton寫道：「雖然他們說這是一張嶄新的概念專輯，但聽起來並沒有為他們豎立新的標竿，感覺似乎還是聽著一樣的舊樂團表演舊的歌曲。」同樣也是在一個綜合評論中，「Exclaim!」的Bradley Zorgdrager評論：「上一張專輯《Hail to the King》沒有達到如其金光閃閃的外表一般的期望，而這張《舞台》那宏觀而大氣的格局又補償得太過頭了。七級煉獄的王冠就遺落在它們倆之中的某處。」

### 榮譽
| 刊物              | 榮譽               | 年份 | 排名 |
| ----------------- | ------------------ | ---- | ---- |
| Revolver Magazine | 2016年20大專輯     | 2016 | 3    |
| Loudwire          | 2016年20大金屬專輯 | 2016 | 8    |
| Alternative Press | 2016年30最佳專輯   | 2016 | 2    |
| Ultimate Guitar   | 2016年25大專輯     | 2016 | 4    |
| Rock Sound        | 年度專輯           | 2016 | 8    |
| The List          | 2016年最佳專輯     | 2016 | -    |
| Kerrang!          | 2016年50最佳錄音   | 2016 | 5    |

「-」表示該項目未排名

## 商業表現
儘管「舞台」是一張無預警發行的專輯，它依然以76000張的銷售量在告示牌專輯榜拿下第四名。截至2017年1月，該專輯在美國銷售量已超過170000張。

## 曲目
| 曲序     | 曲目              | 时长  |
| -------- | ----------------- | ----- |
| 1.       | The Stage         | 8:32  |
| 2.       | Paradigm          | 4:18  |
| 3.       | Sunny Disposition | 6:41  |
| 4.       | God Damn          | 3:41  |
| 5.       | Creating God      | 5:34  |
| 6.       | Angels            | 5:40  |
| 7.       | Simulation        | 5:30  |
| 8.       | Higher            | 6:28  |
| 9.       | Roman Sky         | 5:00  |
| 10.      | Fermi Paradox     | 6:30  |
| 11.      | Exist             | 15:41 |
| 总时长： | 总时长：          | 73:35 |

| 豪華版   | 豪華版                                              | 豪華版 |
| 曲序     | 曲目                                                | 时长   |
| -------- | --------------------------------------------------- | ------ |
| 1.       | Dose                                                | 4:58   |
| 2.       | Retrovertigo（翻唱Mr. Bungle）                      | 4:39   |
| 3.       | Malagueña Salerosa（翻唱民歌）                      | 4:15   |
| 4.       | Runaway（翻唱Del Shannon，feat. Warren Fitzgerald） | 2:49   |
| 5.       | As Tears Go By（翻唱滾石合唱團）                    | 2:54   |
| 6.       | Wish You Were Here（翻唱Pink Floyd）                | 5:14   |
| 7.       | God Only Knows（翻唱海灘男孩）                      | 3:34   |
| 8.       | The Stage（倫敦O2體育館現場版本）                   | 9:16   |
| 9.       | Paradigm（倫敦O2體育館現場版本）                    | 4:43   |
| 10.      | Sunny Disposition（倫敦O2體育館現場版本）           | 9:32   |
| 11.      | God Damn（倫敦O2體育館現場版本）                    | 4:43   |
| 总时长： | 总时长：                                            | 56:37  |

## 參與人員
七級煉獄
- M. Shadows – 主唱
- Zacky Vengeance – 節奏吉他、和聲、主唱（Runaway）
- Synyster Gates（英语：Synyster_Gates） – 主奏吉他、和聲、共同主唱（As Tears Go By）、木吉他（The Stage）、十二弦吉他（Wish You Were Here）
- Johnny Christ – 貝斯、和聲
- Brooks Wackerman – 爵士鼓、打擊樂器

錄音室人員
- Brian Haner（英语：Brian_Haner） – 吉他獨奏（Angels尾奏）[29]
- Jason Freese（英语：Jason_Freese） – 鍵盤樂器
- Brian Kilgore – 打擊樂器
- Eric Gorfain（英语：Eric_Gorfain） – 弦樂器
- River James Sanders、Tennessee James Baker – 和聲
- Valary Sanders – 護士（Simulation）
- Michael Suarez – 特殊音效（Simulation）
- Angelo Moore（英语：Angelo_Moore）、Walter Kibby – 喇叭（Sunny Disposition）
- Neil deGrass Tyson – 演說（Exist）
- Warren Fitzgerald（英语：Warren_Fitzgerald） – 吉他（Runaway）
- John Krovoza – 大提琴
- Ian Walker – 低音提琴
- Stephanie O'Keefe – 法國號
- David Ralicke、Nick Daley – 長號
- Jordan Kats – 小號
- Leah Katz – 中提琴
- Daphne Chen – 小提琴

後製
- Joe Barresi（英语：Joe_Barresi）、七級煉獄 – 製作人
- Andy Wallace（英语：Andy_Wallace）、Josh Wilbur（英语：Josh_Wilbur） – 混音[30]
- Bob Ludwig（英语：Bob_Ludwig） – 母帶後製
- Paul Suarez – 混音工程師
- Ignacio Lecumberri – 混音工程師助理
- Nick Fainbarg – 技術工程師